# The Djinn
The Djinn è un film statunitense del 2021, diretto e sceneggiato da David Charbonier e Justin Powell.

## Trama
Dylan è un ragazzino muto e asmatico la cui madre è morta suicida anni addietro. Vive con il padre, un conduttore radiofonico che lavora di notte e non gli fa mai mancare affetto e amore. Ciononostante, Dylan sembra molto più interessato a ciò che gli manca rispetto a ciò che ha: pensa infatti spesso alla sua condizione di salute, credendo che senza questa difficoltà da affrontare sua madre non sarebbe arrivata al suicidio. Un giorno il ragazzino si imbatte in un grimorio conservato in casa sua: dal tomo scopre l'esistenza dei Djinn, creature diaboliche che avverano il più grande desiderio di chi li invoca, ma chiedendo qualcosa in cambio. Non appena Dylan resta solo in casa, il ragazzino esegue il rito per evocare un Djinn, chiedendo attraverso il linguaggio dei segni di poter avere una voce.
In un primo momento non sembra accadere nulla. Presto, tuttavia, Dylan inizia ad essere perseguitato da orrende visioni, con il Djinn che assume prima le sembianze di un criminale di cui il ragazzino ha letto sul giornale e poi di sua madre. Dopo essere sfuggito più volte alla creature, Dylan legge nuovamente il grimorio: scopre che i Djinn provano inizialmente ad uccidere chi li ha evocati per impadronirsi della loro anima, finendo per esaudire il desiderio di chi riesce a resistergli per ventiquattro ore. Dylan riesce effettivamente a sfuggire al demone: quando suo padre ritorna a casa, tuttavia, il Djinn gli strappa via le corde vocali tagliandogli la gola: la creatura fa sì che Dylan sviluppi la capacità di parlare, ma nel contempo provoca la morte del suo più grande affetto, proprio sotto gli occhi del ragazzino.

## Distribuzione
Il film è stato distribuito direttamente nei mercati home video e on demand a partire dal 14 marzo 2021 da parte di IFC Midnight.

## Accoglienza
Sull'aggregatore Rotten Tomatoes il film riceve l'86% delle recensioni professionali positive con un voto medio di 6,7 su 10 basato su 71 critiche, mentre su Metacritic ottiene un punteggio di 59 su 100 basato su 12 critiche.